# Observatorium für Solare Radioastronomie
Koordinaten: 52° 17′ 1,5″ N, 13° 8′ 7″ O
Das Observatorium für Solare Radioastronomie Tremsdorf (OSRA) ist ein 1954 entstandenes Radioteleskop-Observatorium in der Nähe von Tremsdorf im Landkreis Potsdam-Mittelmark, das zum Forschungsbereich Solare Radiophysik des Leibniz-Institut für Astrophysik Potsdam (AIP) gehört. Diese Art der Sonnenbeobachtung ist in Deutschland einzigartig. Die beobachtete Radiostrahlung stammt aus der Korona unserer Sonne.

## Geschichte

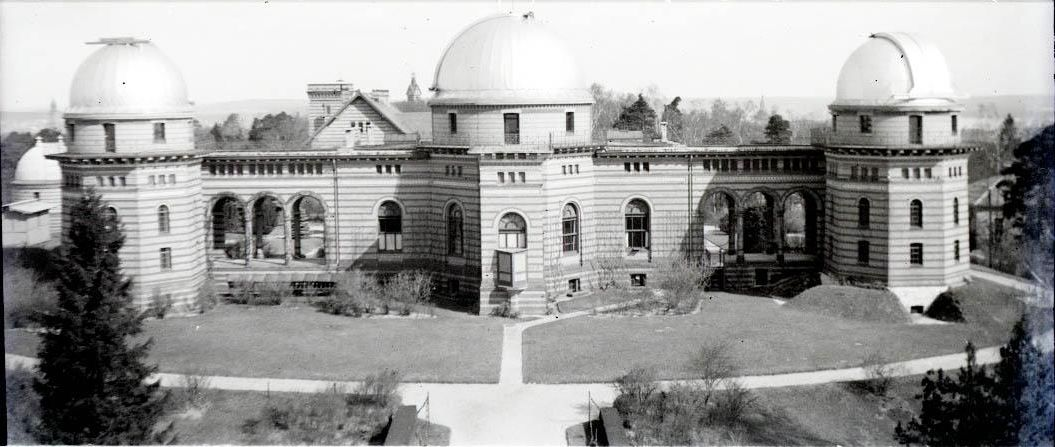
Astrophysikalisches Institut Potsdam auf dem Telegrafenberg (1930)

Das Astrophysikalische Observatorium Potsdam (AOP) wurde am 1. Juli 1874 gegründet. Es trug bis zum 14. April 2011 den Namen Astrophysikalisches Institut Potsdam und heißt nun Leibniz-Institut für Astrophysik Potsdam.
Bereits zwischen 1893 und 1896 wurde im AOP, damals noch auf dem Telegrafenberg dem Gelände des heutigen Wissenschaftspark Albert Einstein, versucht Radioemission der Sonne zu finden. Ihnen standen damals noch keine empfindlichen Messgeräte zur Verfügung, daher versuchten sie sich den Fritter-Effekt zunutze zu machen. Die Experimente sind zwar gut dokumentiert, scheiterten letztlich aber. Danach geschah lange Zeit nichts mehr in dieser Richtung am AOP.
Erst nach dem Zweiten Weltkrieg begannen am AOP durch Herbert Daene wieder Radiobeobachtungen der Sonne. Zunächst wurde dafür die Babelsberger Sternwarte genutzt. Am 30. Juni 1954 wurde in der Nähe von Tremsdorf das Observatorium für Solare Radioastronomie gegründet, an dem die Forschung bis heute fortgesetzt wird. Da in der Nähe von Städten die Radiowellen gestört werden können, wurde das Observatorium in dieser abgelegenen Gegend erbaut.
In früheren Zeiten hatte das OSRA etwa 30 Mitarbeiter und einen eigenen Fahrdienst. Mittlerweile arbeiten nur noch etwa 10 Wissenschaftler und einige Doktoranden in Tremsdorf. Die Daten können nun aber international ausgetauscht und ausgewertet werden. Anfangs wurden die Messergebnisse noch vor Ort auf Papierrollen aufgezeichnet. Mittlerweile erfolgt die Erfassung durch Computer. Henry Aurass, wissenschaftlicher Mitarbeiter am OSRA, während einer Besichtigung am 12. September 2007: „Aber wir haben natürlich alle Papieraufzeichnungen aufbewahrt. Denn wir brauchen sie noch, wenn wir heutige Ergebnisse mit früheren vergleichen wollen.“

### Stilllegung
Das Leibniz-Institut für Astrophysik Potsdam hat im Jahr 2014 das Observatorium in Tremsdorf aufgegeben und abgebaut. Die Parabolspiegel-Antennen wurden demontiert und die Betriebsgebäude abgerissen. Damit endet an diesem Standort eine 60-jährige Forschungsgeschichte. Das Forschungsgebiet für solare Radiotechnologie bleibt am Institut erhalten und wird nach der Installation einer neuen Anlage in Potsdam-Bornim fortgeführt.

## Technik

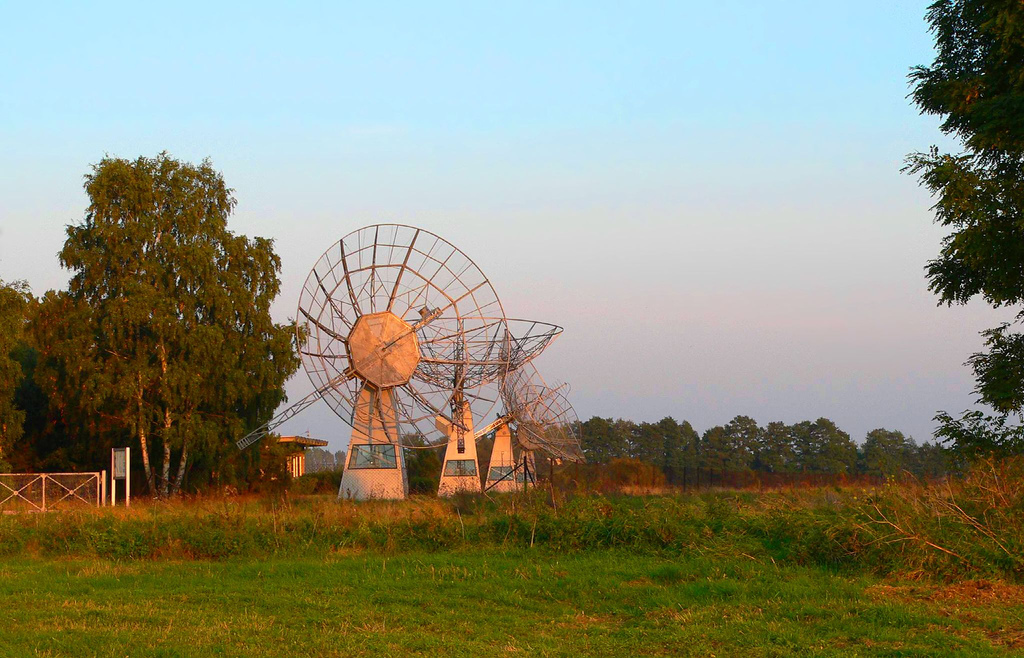
Parabolantennen des OSRA

Die Antennen sind seit der Entstehung des OSRA immer wieder aufgerüstet worden. Dies musste in der DDR aus eigenen Kräften erfolgen. Dennoch waren die Ergebnisse auch damals schon gut.
Vier Durchstimm-Spektrographen werden von einem System von vier verschiedenen Antennen in den Frequenzbändern 40 MHz – 100 MHz, 100 MHz – 170 MHz, 200 MHz – 400 MHz und 400 MHz – 800 MHz gespeist. Zur Verwendung kommen ein Paar doppel-logarithmisch gekreuzte Yagiantennen, einen 10,5 m Parabolspiegel und zwei 7,5 m Parabolspiegel, wobei die Parabolantennen parallaktisch montiert sind. Dies erleichtert die tägliche Nachführung der Antennen, die der scheinbaren Sonnenbewegung folgen müssen. Dies geschieht mittlerweile automatisch. Zwei Vielkanalspektrometer können bei speziellen Beobachtungen zusätzlich genutzt werden.

## Forschung

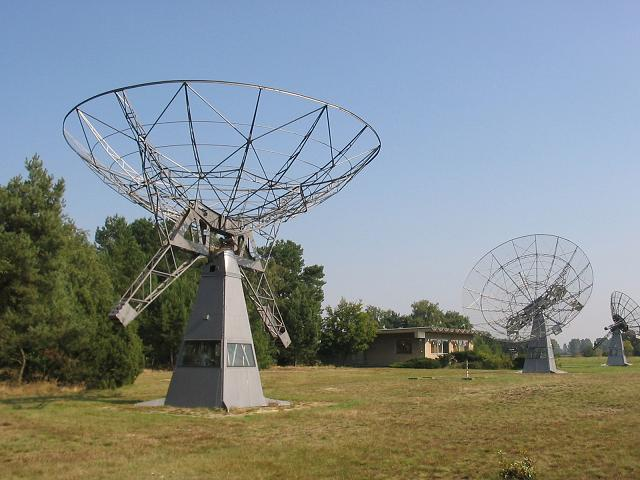
Die großen Parabolantennen

Die Erzeugung von energiereichen Elektronen ist der Forschungsschwerpunkt der Arbeitsgruppe Solare Radiophysik.
Das OSRA beteiligt sich an allen wichtigen sonnenbezogenen Weltraummissionen. Momentan sind dies RHESSI und STEREO.
Die deutschen Institute mit Interesse an LOFAR haben das German LOng Wavelength consortium (GLOW) gegründet. Dazu gehört auch das AIP mit seinem Forschungsbereich Solare Radiophysik – und somit das Tremsdorfer Observatorium. Der Standort der LOFAR-Station wird allerdings Bornim sein.